# Кізрай
Кізра́й (рос. Кизрай, башк. Ҡыҙрай) — присілок у складі Мелеузівського району Башкортостану, Росія. Входить до складу Первомайської сільської ради.
Населення — 342 особи (2010; 370 в 2002).
Національний склад:
- башкири — 52%
- росіяни — 40%